# Ultra Games
Ultra Software Corporation — дочерняя компания, созданная в 1988 году компанией Konami of America в целях обхода лицензионных ограничений, установленных компанией Nintendo of America. В частности, сторонним компаниям-разработчикам позволялось выпускать в США не более пяти игр в год для игровой консоли Nintendo Entertainment System (NES). Это не устраивало Konami, на тот момент начавшую выпускать в Японии более десяти игр в год для Famicom и Famicom Disk System и готовую к выпуску бо́льшего количества локализаций, чем позволяли ограничения. Таким образом был создан бренд Ultra Games, позволивший компании удвоить количество выпускаемых за год игр.
Первой выпущенной новой компанией игрой стала версия игры Metal Gear для NES. Изначально компания занималась только локализацией игр, ранее выпущенных компанией Konami в Японии, но впоследствии также стала издавать игры других компанией. Наиболее заметные игры Konami, выпущенные Ultra Games, включают Operation C (эксклюзивная игра серии Contra для Game Boy), Snake's Revenge (свободное продолжение Metal Gear) и несколько первых игр Teenage Mutant Ninja Turtles для NES и Game Boy. 
После запуска в Северной Америке игровой консоли Super Nintendo Entertainment System, Nintendo ослабила лицензионные ограничения для сторонних разработчиков. В 1992 году Ultra Games была закрыта за отсутствием необходимости в ней. 
Аналогичная дочерняя компания, Palcom Software Limited, была создана и в Европе. Библиотека издаваемых ей игр была сходна с библиотекой Ultra Games, но компания также издавала игры, не выходившие в США — в частности, Parodius и Pop'n Twinbee.

## Изданные игры

### Nintendo Entertainment System
- Metal Gear (июнь 1988)
- Skate or Die! (декабрь 1988)
- Gyruss (февраль 1989)
- Q*bert (февраль 1989)
- Teenage Mutant Ninja Turtles (июнь 1989)
- Defender of the Crown (июль 1989)
- Silent Service (декабрь 1989)
- Kings of the Beach (январь 1990)
- Snake's Revenge (апрель 1990)
- Mission: Impossible (сентябрь 1990)
- RollerGames (сентябрь 1990)
- Teenage Mutant Ninja Turtles II: The Arcade Game (декабрь 1990)
- Ski or Die (февраль 1991)
- Base Wars (июнь 1991)
- Laser Invasion (июнь 1991)
- Nightshade (январь 1992)
- Monster in My Pocket (январь 1992)
- Star Trek: 25th Anniversary (февраль 1992)
- Pirates! (октябрь 1992)

### Game Boy
- Motocross Maniacs (январь 1990)
- Nemesis (апрель 1990)
- Teenage Mutant Ninja Turtles: Fall of the Foot Clan (август 1990)
- Quarth (декабрь 1990)
- Operation C (февраль 1991)
- Blades of Steel (август 1991)
- Star Trek: 25th Anniversary (февраль 1992)
- Ultra Golf (март 1992)
- World Circuit Series (март 1992)